# Brachyderini
Tribu
Brachyderini est une tribu de la famille des Curculionidae et de la sous-famille des Entiminae.

## Genres
- Brachycerus, Olivier, 1789
- Brachyderes, Schönherr, 1826
- Euretus, Péringuey, 1896
- Hoffmannista, Richard, 1951
- Progradivus, Haaf, 1957
- Theates, Fahraeus, 1871
- Theatomorphus, Haaf, 1958